# راندي جاكسون
راندي جاكسون (بالإنجليزية: Randy Jackson)‏ (و. 1956  م) هو ملحن، ومغني، وعازف جاز، ومنتج أسطوانات، وشخصية أعمال، ومقدم برامج إذاعية، ومدير مواهب أمريكي، ولد في باتون روج، لويزيانا، يستخدم آلات غيتار البيس، وقيثارة.

## وصلات خارجية
- راندي جاكسون على موقع IMDb (الإنجليزية)
- راندي جاكسون على موقع الموسوعة البريطانية (الإنجليزية)
- راندي جاكسون على موقع ميوزك برينز (الإنجليزية)
- راندي جاكسون على موقع إن إن دي بي (الإنجليزية)
- راندي جاكسون على موقع أول ميوزيك (الإنجليزية)
- راندي جاكسون على موقع ديسكوغز (الإنجليزية)
- راندي جاكسون على موقع قاعدة بيانات الفيلم (الإنجليزية)

- راندي جاكسون في قاعدة بيانات الأفلام على الإنترنت